# Episodi di Bonanza (terza stagione)
La terza stagione della serie televisiva Bonanza è andata in onda negli Stati Uniti dal 24 settembre 1961 al 20 maggio 1962 sulla NBC.
| nº | Titolo originale                | Prima TV USA      | Titolo italiano | Prima TV Italia |
| -- | ------------------------------- | ----------------- | --------------- | --------------- |
| 1  | The Smiler                      | 24 settembre 1961 |                 |                 |
| 2  | Springtime                      | 1º ottobre 1961   |                 |                 |
| 3  | The Honor of Cochise            | 8 ottobre 1961    |                 |                 |
| 4  | The Lonely House                | 15 ottobre 1961   |                 |                 |
| 5  | The Burma Rarity                | 22 ottobre 1961   |                 |                 |
| 6  | Broken Ballad                   | 29 ottobre 1961   |                 |                 |
| 7  | The Many Faces of Gideon Flinch | 5 novembre 1961   |                 |                 |
| 8  | The Friendship                  | 12 novembre 1961  |                 |                 |
| 9  | The Countess                    | 19 novembre 1961  |                 |                 |
| 10 | The Horse Breaker               | 26 novembre 1961  |                 |                 |
| 11 | Day of the Dragon               | 3 dicembre 1961   |                 |                 |
| 12 | The Frenchman                   | 10 dicembre 1961  |                 |                 |
| 13 | The Tin Badge                   | 17 dicembre 1961  |                 |                 |
| 14 | Gabrielle                       | 24 dicembre 1961  |                 |                 |
| 15 | Land Grab                       | 31 dicembre 1961  |                 |                 |
| 16 | The Tall Stranger               | 7 gennaio 1962    |                 |                 |
| 17 | The Lady from Baltimore         | 14 gennaio 1962   |                 |                 |
| 18 | The Ride                        | 21 gennaio 1962   |                 |                 |
| 19 | The Storm                       | 28 gennaio 1962   |                 |                 |
| 20 | The Auld Sod                    | 4 febbraio 1962   |                 |                 |
| 21 | Gift of Water                   | 11 febbraio 1962  |                 |                 |
| 22 | The Jackknife                   | 18 febbraio 1962  |                 |                 |
| 23 | The Guilty                      | 25 febbraio 1962  |                 |                 |
| 24 | The Wooing of Abigail Jones     | 4 marzo 1962      |                 |                 |
| 25 | The Lawmaker                    | 11 marzo 1962     |                 |                 |
| 26 | Look to the Stars               | 18 marzo 1962     |                 |                 |
| 27 | The Gamble                      | 1º aprile 1962    |                 |                 |
| 28 | The Crucible                    | 8 aprile 1962     |                 |                 |
| 29 | Inger, My Love                  | 15 aprile 1962    |                 |                 |
| 30 | Blessed Are They                | 22 aprile 1962    |                 |                 |
| 31 | The Dowry                       | 29 aprile 1962    |                 |                 |
| 32 | The Long Night                  | 6 maggio 1962     |                 |                 |
| 33 | The Mountain Girl               | 13 maggio 1962    |                 |                 |
| 34 | The Miracle Maker               | 20 maggio 1962    |                 |                 |

## The Smiler
- Prima televisiva: 24 settembre 1961
- Diretto da: Thomas Carr
- Scritto da: Lewis Reed

### Trama
- Guest star: Robert Foulk (vice sceriffo), Scatman Crothers (Jud), Catherine McLeod (Mrs. McClure), Hy Terman (Arthur Bolling), Herschel Bernardi (Clarence Bolling), Bill Zuckert (Gilbert), Ray Teal (sceriffo Roy Coffee)

## Springtime
- Prima televisiva: 1º ottobre 1961
- Diretto da: Christian Nyby
- Scritto da: John Furia

### Trama
- Guest star: Claude Johnson (Paul), Selmer Jackson (dottore), Jena Engstrom (Ann), Lorna Thayer (Maina Hackett), John Carradine (Jedediah Milbank), John Qualen (Parley), Clegg Hoyt (proprietario scuderia), Denver Pyle (Theodore Hackett)

## The Honor of Cochise
- Prima televisiva: 8 ottobre 1961
- Diretto da: Don McDougall
- Scritto da: Elliott Arnold

### Trama
- Guest star: Stacy Harris (colonnello Clinton Wilcox), Bing Russell (maggiore Reynolds), Hal John Norman (Apache Warrior), Robert Rothwell (tenente Culver), Raymond Mayo (dottore), DeForest Kelley (capitano Moss Johnson), Al Ruscio (Delgado), Jeff Morrow (Cochise)

## The Lonely House
- Prima televisiva: 15 ottobre 1961
- Diretto da: William Witney
- Scritto da: Frank Chase

### Trama
- Guest star: James Beck (Gavin), Vito Scotti (Pooch), Ray Hemphill (banchiere), Faith Domergue (Lee Bolden), Paul Richards (Trock)

## The Burma Rarity
- Prima televisiva: 22 ottobre 1961
- Diretto da: William Witney

### Trama
- Guest star: Beatrice Kay (Clementine Hawkins), Wally Brown (Henry Morgan), Cosmo Sardo (barista), Joan Staley (ragazza bionda), James Griffith ("Smiling" Sam Pearson), Dave Willock (Phil Axe), Charles Watts (Harry Jefferson), William Keene (Mr. Nagel), Nestor Paiva (capo indiano), Howard Wright (uomo assicurazioni), Betty Endicott (brunetta nel saloon)

## Broken Ballad
- Prima televisiva: 29 ottobre 1961
- Diretto da: Robert Butler
- Scritto da: John T. Kelly

### Trama
- Guest star: Robert Christopher (vice sceriffo Cahill), Ray Daley (Billy Buckley), Cosmo Sardo (barista), Richard Rosmini (Jamie), Robert Culp (Ed Payson), John Graham (avvocato di Cass), Abigail Shelton (Sally Cass), Dabbs Greer (Will Cass)

## The Many Faces of Gideon Flinch
- Prima televisiva: 5 novembre 1961
- Diretto da: Robert Altman
- Scritto da: Robert Vincent Wright

### Trama
- Guest star: Harry Swoger (William "Bullethead" Burke), Owen Bush (impiegato dell'hotel), Ricky Kelman (ragazzino), Clem Bevans (Jeb), Charles Horvath (ubriaco con cappello grigio), Burt Mustin (Lucas), Ian Wolfe (Gideon Flinch), Robert Foulk (Clem), Sue Ane Langdon (Jennifer Flinch)

## The Friendship
- Prima televisiva: 12 novembre 1961
- Diretto da: Don McDougall
- Scritto da: Frank Chase

### Trama
- Guest star: Edward Faulkner (Bob Stevens), Stafford Repp (Mr. Carter), Janet Lake (Ann Carter), Dean Jones (Danny Kidd), Norman Alden (cassiere), Rusty Lane (Warden), Roy Wright (Travis)

## The Countess
- Prima televisiva: 19 novembre 1961
- Diretto da: Robert Sparr
- Scritto da: William R. Cox

### Trama
- Guest star: Dan Sheridan (Kelly), Orville Sherman (Sam), Robert Ridgely (agrimensore), Mike Ross (Runyon), Norman Leavitt (addetto al telegrafo), John Alderson (Montague), Margaret Hayes (Lady Linda Chadwick)

## The Horse Breaker
- Prima televisiva: 26 novembre 1961
- Diretto da: Don McDougall
- Scritto da: Frank Chase

### Trama
- Guest star: Ben Cooper (Johnny Lightly), Addison Richards (dottor Kay), John Cole (Gunnar), Don Burnett (Gordie), R.G. Armstrong (Nathan Clay), Sue Randall (Ann Davis)

## Day of the Dragon
- Prima televisiva: 3 dicembre 1961
- Diretto da: Don McDougall
- Scritto da: John T. Dugan

### Trama
- Guest star: Harry Lauter (Barrett), Richard Loo (generale Tsung), Henry Wills (Gang member), Philip Ahn (dottor Kam Lee), Mort Mills (Gordon), Lisa Lu (Su Ling)

## The Frenchman
- Prima televisiva: 10 dicembre 1961
- Diretto da: Christian Nyby
- Scritto da: Norman Lessing

### Trama
- Guest star: Robert J. Stevenson (Jim (Hotel Clerk), Erika Peters (Eloise Villon), Andre Philippe (Francois Villon)

## The Tin Badge
- Prima televisiva: 17 dicembre 1961
- Diretto da: Lewis Allen
- Scritto da: Don Ingalls

### Trama
- Guest star: Alden "Stephen" Chase (Mr. Jennings), Robert Fortier (Higgler), David Manley (Virgil), John Litel (sindaco Goshen), Karen Steele (Sylvie Ann), Bill Catching (banchiere), Vic Morrow (Ab Brock)

## Gabrielle
- Prima televisiva: 24 dicembre 1961
- Diretto da: Lewis Allen
- Scritto da: Anthony Lawrence

### Trama
- Guest star: Kevin Hagen (Everett Paster), Michael McGreevey (Jeremy Paster), Evelyn Scott (Drew Paster), Selmer Jackson (dottore), John Abbott (Zachariah Wickham), Diane Mountford (Gabrielle Wickham)

## Land Grab
- Prima televisiva: 31 dicembre 1961
- Diretto da: David Orrick McDearmon
- Scritto da: Ward Hawkins

### Trama
- Guest star: Fay McKenzie (Victoria Gates), Don Oreck (Eddie Wheeler), John McGiver (colonnello Bragg/John Polk), Lisette Loze (Lisette Belrose), George Mitchell (Mike Sullivan), Jason Johnson (Jean Wheeler), Eileen Ryan (Amanda Gates), Don Wilbanks (Jacks), Fred Sherman (impiegato dell'hotel), Bob Miles (Kip Taylor), Dennis Whitcomb (Mr. Belrose)

## The Tall Stranger
- Prima televisiva: 7 gennaio 1962
- Diretto da: Don McDougall
- Scritto da: Ward Hawkins

### Trama
- Guest star: Henry Wills (Gilbert), Forrest Taylor (John), Bert Carlon (cittadino), Robert Ridgely (padre), Dorothy Neumann (donna), Ed Prentiss (Minister), Sean McClory (Mark Connors), Kathie Browne (Margie Owens), Jacqueline Scott (Kathie), Russell Thorson (George Owens)

## The Lady from Baltimore
- Prima televisiva: 14 gennaio 1962
- Diretto da: John Peyser
- Scritto da: Elliott Arnold

### Trama
- Guest star: Robert Adler (cocchiere), Mercedes McCambridge (Deborah Banning), Audrey Dalton (Melinda Banning)

## The Ride
- Prima televisiva: 21 gennaio 1962
- Diretto da: Don McDougall
- Scritto da: Ward Hawkins

### Trama
- Guest star: Hal Baylor (Arch Stewart), Grace Gaynor (Mary Enders), Chubby Johnson (Toby Barker), Jan Merlin (Bill Enders), Bob Harris (Sammy)

## The Storm
- Prima televisiva: 28 gennaio 1962
- Diretto da: Lewis Allen
- Scritto da: Denne Bart Petitclerc

### Trama
- Guest star: Frank Overton (capitano Matthew White), Brooke Hayward (Laura White)

## The Auld Sod
- Prima televisiva: 4 febbraio 1962
- Diretto da: William Witney
- Scritto da: Charles Lang

### Trama
- Guest star: James Dunn (Danny Lynch), Howard Wright (Howie), Jack Carr (giocatore di carte), Pete Robinson (giocatore di carte), Jeff De Benning (Higgins), Norman Leavitt (addetto al telegrafo), Keith Richards (Mr. Riley), Cheerio Meredith (Nellie Lynch)

## Gift of Water
- Prima televisiva: 11 febbraio 1962
- Diretto da: Jesse Hibbs
- Scritto da: Borden Chase

### Trama
- Guest star: Kay Stewart (Mrs. Bill Collins), Paul Birch (Luther Kent), Betty Endicott (Mrs. Fred Collins), Pam Smith (Lindy Ganther), Majel Barrett (Mrs. Ganther), James Doohan (Bill Collins), Royal Dano (Jason Ganther)

## The Jackknife
- Prima televisiva: 18 febbraio 1962
- Diretto da: William Witney
- Scritto da: Frank Chase

### Trama
- Guest star: Robert Karnes (ladro di bestiame), Robert H. Harris (Chad), Donald Rosby (Jody Grant), Bethel Leslie (Ann Grant), John Archer (Matthew Grant)

## The Guilty
- Prima televisiva: 25 febbraio 1962
- Diretto da: Lewis Allen
- Scritto da: Clifford Irving

### Trama
- Guest star: Charles Maxwell (Jack Groat), Edward Platt (Wade), Jack Easton, Jr. (Jimmy Partridge), Anne Benton (Caroline Partridge), Lyle Bettger (Lem Partridge)

## The Wooing of Abigail Jones
- Prima televisiva: 4 marzo 1962
- Diretto da: Christian Nyby
- Scritto da: Norman Lessing

### Trama
- Guest star: Robert J. Stevenson (proprietario), Eileen Ryan (Abigail Jones), Vaughn Monroe (Hank Meyers), Diana Darrin (Margie), Norma Varden (Mrs. Jones), Betty Endicott (ragazza nel saloon)

## The Lawmaker
- Prima televisiva: 11 marzo 1962
- Diretto da: Christian Nyby
- Scritto da: Dick Nelson

### Trama
- Guest star: Charlie Briggs (Charlie Fitch), Bill Catching (rapinatore), Rosalind Roberts (Vicki), Bob Miles (uomo nel ranch di Ponderosa), John Mitchum (Lou Palmer), Roy Engel (dottor Martin), Les Tremayne (giudice Jackson), Arthur Franz (Asa Moran)

## Look to the Stars
- Prima televisiva: 18 marzo 1962
- Diretto da: Don McDougall
- Scritto da: Robert M. Fresco, Paul Rink

### Trama
- Guest star: Salvador Baguez (Antonio Garcia), Joe De Santis (Samuel Michelson), Richard Vera (Miguel Garcia), Doug Lambert (Albert Michelson), Penny Santon (Rosalie Michelson), Wallace Rooney (Membro del Consiglio), Booth Colman (Henry P. Quince), William Schallert (Mr. Norton)

## The Gamble
- Prima televisiva: 1º aprile 1962
- Diretto da: William Witney
- Scritto da: Michael Landon, Frank Chase

### Trama
- Guest star: Ben Johnson (vice Stan Mace), Raymond Greenleaf (giudice Jackson), Morris Ankrum (Mr. Mason), Jan Harrison (Joyce), Robert Foulk (vice sceriffo Clem), Robert Sampson (Artie Clay), Charles McGraw (sceriffo Gains)

## The Crucible
- Prima televisiva: 8 aprile 1962
- Diretto da: Paul Nickell
- Scritto da: John T. Dugan

### Trama
- Guest star: Barry Cahill (Jim Gann), Paul Barselou (barista), Howard Ledig (Frank Preston), Roy Barcroft (sceriffo), Walker Edmiston (maniscalco), Lee Marvin (Peter Kane)

## Inger, My Love
- Prima televisiva: 15 aprile 1962
- Diretto da: Lewis Allen
- Scritto da: David Dortort, Frank Cleaver

### Trama
- Guest star: Johnny Stephens (Young Adam), James Philbrook (McWhorter), Harlan Warde (constable), Inga Swenson (Inger Borgstrom), Taggart Casey (amico di Gunnar), Helen Brown (Mrs. Miller), Nolan Leary (dottore), Charles Fredericks (barista), Jeremy Slate (Gunnar Borgstrom)

## Blessed Are They
- Prima televisiva: 22 aprile 1962
- Diretto da: Don McDougall
- Scritto da: Borden Chase, Frank Cleaver

### Trama
- Guest star: Leslie Wales (Peggy Clarke), Henry Wills (cittadino), Rory O'Brien (Kenny Clarke), Robert Brubaker (giudice), Irene Tedrow (Winifred Mahan), Arthur Peterson (predicatore Jordan), Walter Sande (Tom Mahan), Robert Brown (Rev. Jordan), Ford Rainey (John Clarke), Robert Foulk (vice sceriffo Clem), Tracy Stratford (Susan Clarke), Amzie Strickland (Mary Clarke)

## The Dowry
- Prima televisiva: 29 aprile 1962
- Diretto da: Christian Nyby
- Scritto da: Robert Vincent Wright

### Trama
- Guest star: Ken Mayer (Crusty), Luciana Paluzzi (Michele Dubois), Roy Engel (dottore), Steven Geray (Alexander Dubois), Lee Bergere (Ricardo Fernandez)

## The Long Night
- Prima televisiva: 6 maggio 1962
- Diretto da: William Witney
- Scritto da: E. M. Parsons, George Stackalee

### Trama
- Guest star: Jack Chaplain (Billy McCord), Henry Wills (bandito), Eric Barnes (Brubaker), James Coburn (Trace), William Bramley (Townsend), Paul Dubov (Skidmore), E. J. Andre (cercatore), Whit Bissell (vicino), Frank Ferguson (sceriffo Hill), Dorothy Adams (Martha Neighbors), Bing Russell (Poindexter), Al Avalon (Johnny)

## The Mountain Girl
- Prima televisiva: 13 maggio 1962
- Diretto da: Don McDougall
- Scritto da: John Furia

### Trama
- Guest star: Carl Benton Reid (Josiah Harker), Nancy Hadley (Stephanie Harker), Nina Shipman (Trudy Harker), Mary Treen (Annie Wilson), Will Wright (Seth Coombs), Warren Oates (Paul MacGruder)

## The Miracle Maker
- Prima televisiva: 20 maggio 1962
- Diretto da: Don McDougall
- Scritto da: Preston Wood, Frank Cleaver

### Trama
- Guest star: Raymond Bailey (Sam Blanchard), Mort Mills (Thorne), Jean Inness (zia Celia), Patricia Breslin (Susan Blanchard), Tol Avery (dottor Moore), Bill Quinn (dottor Gross), Robert Adler (Jeb), Ed Nelson (Garth)